# Chiesa di San Sebastiano (Calangianus)
La chiesa di San Sebastiano è una chiesa campestre situata a Calangianus, dedicata all'omonimo santo.

## Descrizione
La chiesa, il cui impianto originario risale al XVIII secolo, si trova a quasi due chilometri dal centro abitato, in una sughereta ai margini della zona industriale. Ricostruita da un proprietario terriero calangianese nel 1855 per voto, dopo essere sopravvissuto all'epidemia di colera che aveva infestato la Gallura nel 1800. Fu riedificata nel 1995 e venne riaperta al culto il 26 giugno 1999.
La struttura, di pianta rettangolare, è costruita interamente in granito, con un campanile a vela al di sopra del portale. Gli interni presentano un altare a muro riccamente decorato, il quale presenta la nicchia con all'interno la statua del santo.

## Eventi
- Le festività in onore di san Sebastiano si svolgono qui il 26 giugno ed il 20 gennaio di ogni anno.